# レミギウス
レミギウス（ラテン語:Remigius、フランス語:RémiまたはRémy、437年頃 - 533年1月13日）は、中世初期のキリスト教の聖職者、ランス司教。サン＝レミ (Saint-Rémy) という地名や名称は、この人物に由来する。

## 来歴
496年のフランク王クローヴィス1世のカトリック改宗に立ち会った人物である。クロヴィス1世は征服した多くの土地をレミギウスに授けた。レミギウスはのちに多くの教会を建て、カンブレー、トゥルネーといった地を司教座とした。ガリア・クリスティアナ年代記によれば、ランス司教であるレミギウスのいるノートルダム大聖堂へ、多くのフランク貴族がこぞって寄進を行っていたという。
レミギウスはランスのサン＝レミ聖堂に埋葬された。ヴァイキング来襲時には、棺が一時エペルネーへ移された。カトリック教会で聖人とされており、フランスの守護聖人である。記念日は10月1日。